# باتری منیزیم
باتری منیزیم باتری منیزیم به عنوان عنصر فعال در آند از سلول الکتروشیمیایی است. هر دو غیرقابل شارژ بوده و سلول اولیه و قابل شارژ سلولی ثانویه شیمی پرداخته شده‌است. باتری‌های اولیه سلول منیزیم تجاری شده‌اند و استفاده شده‌اند به عنوان ذخایر و باتری‌های استفاده عمومی.
باتری‌های ثانویه منیزیم یک موضوع فعال تحقیقاتی هستند، بخصوص به عنوان جایگزین یا بهبود شیمیایی باتری لیتیوم یون - به عنوان یک سلول منیزیم جایگزینی Li-ion ممکن است با یک آند منیزیم جامد امکان‌پذیر است، اجازه می‌دهد که بالاتر چگالی انرژی از آن با لیتیوم، که نیاز به یک‌های intercalated آند لیتیوم. آندز نوع درج (یون منیزیم) نیز مورد تحقیق قرار گرفته‌است.

## سلولهای اولیه
سلولهای اولیه منیزیم از اوایل قرن بیستم ساخته شده‌است. 
نوع باتری منیزیم BA-4386 به‌طور کامل تجاری شده‌است و هزینه‌های آن در هر واحد نسبت به باتری‌های روی برابر است - در مقایسه با سلول‌های روی کربن معادل باتری ظرفیت بیشتری با حجم و عمر طولانی‌تر داشته‌است. BA-4386 از سال ۱۹۶۸ تا سال ۱۹۸۴ به‌طور گسترده توسط ارتش آمریکا مورد استفاده قرار گرفت، زمانی که با یک لیتیوم تونیل کلرید جایگزین شد.
یک سلول سوختی منیزیم هوا دارای ولتاژ عامل نظری ۳٫۱ و تراکم انرژی ۶٫۸ کیلووات ساعت در کیلوگرم است. ژنرال الکتریک در اوایل دهه ۱۹۶۰ سلول سوختی منیزیم فعال در محلول NaCl خنثی تولید کرد. باتری هوا منیزیم یک سلول اولیه است، اما این امکان وجود دارد که با قرار دادن آند و الکترولیت آن را "refuelable" کرد. باتری هوا منیزیم تجاری شده‌است و با استفاده از آب دریا به عنوان الکترولیت به عنوان سیستم‌های پشتیبان زمینی و همچنین منابع انرژی زیر دریایی از آنها استفاده می‌شود.

## سلول‌های ثانویه

### بررسی اجمالی
منیزیم به عنوان مبنایی برای جایگزینی یا بهبود باتری لیتیوم یونی مورد استفاده قرار می‌گیرد.

### پژوهش

#### آندها و الکترولیت‌ها
به نظر می‌رسد که لایه‌های Passivating از تجزیه الکترولیت در طی کاهش یون منیزیم منشأ گرفته شود. به عنوان مثال، برخی از یون‌های متداول مانند پرکلرات و tetrafluoroborate به پسیویته کمک می‌کنند، همان‌طور که برخی از حلال‌های متداول قطبی آپروتیک مانند کربنات‌ها و نیتریل‌ها نیز وجود دارد.  Grignard بر اساس اثیری الکترولیت نه نشان داده شده‌است passivate;  آلیاژهای منیزیم نیز الکترود بدون انفجار نشان داده شده‌است. ترکیب Mg (BPh 2 Bu 2) 2 در اولین بار نشان داده شده بود نشانگر قابل شارژ باتری منیزیم بود، استفاده از آن توسط اکسیداسیون الکتروشیمیایی محدود شد.  دیگر الکترولیت تحقیق شامل مخلوط Grignard / آلومینیوم تری کلرید ترکیبات، borohydrides، phenolates، alkoxides، مخلوط کلرید منیزیم / کلرید آلومینیوم سیستم در THF، مجتمع amido (به عنوان مثال بر اساس hexamethyldisilazane)، کربوران نمک، alkoxyborates فلوئوردار، یک منیزیم (BH 4) الکترولیت حالت جامد (NH 2) و پلیمرهای ژل حاوی Mg (AlCl 2 EtBu) 2 در tetraglyme / PVDF.  برای سیستم‌های مبتنی بر حلال، اترها به‌طور کلی در تحقیق (۲۰۱۴) مورد استفاده قرار گرفته‌اند. 
الکترودهای جایگزینی منیزیوم براساس ورودی برگشت‌پذیری فلز منیزیم به آند (آلیاژ آلومینیوم) (مانند بیسموت / آنتی نومیا یا قلع) نشان داده شده‌است که قادر به جلوگیری از انفجار سطحی آنود است، اما از تخریب آند به دلیل تغییرات حجمی درج، و همچنین سینتیک آهسته از درج. 
یکی دیگر از نقص اساسی در مقایسه با لیتیوم، اتلاف بیش از حد منیزیم (+۲) در محلول است که سبب افزایش ویسکوزیته و کاهش تحرک در الکترولیت می‌شود. در محلول تعدادی از گونه‌ها ممکن است بسته به عوامل ضد یون / پیچیده وجود داشته باشد - این اغلب شامل گونه‌هایی است که به‌طور جداگانه شسته شده‌اند (به عنوان مثال MgCl + در حضور کلرید) - گرچه دیمرها اغلب تشکیل می‌شوند (به عنوان مثال Mg 2 Cl 3 +).  حرکت یون منیزیم به شبکه‌های میزبان کاتدی نیز (از سال ۲۰۱۴) به‌طور آشکار آهسته است.

#### مواد کاتدی
برای مواد کاتدی تعدادی از ترکیبات مختلف برای مناسب بودن، از جمله مورد استفاده در باتری‌های اولیه منیزیم مورد بررسی قرار گرفته‌است. مواد کاتدی جدید بررسی شده یا پیشنهاد شده شامل زیرکونیم دی سولفید، اکسید کبالت (II, III)، سلنید تنگستن ، پنتوکسی تنگستن، پنتوکسید وانادیم و کاتد بر روی وانادات است. اسپینلس مبتنی بر کبالت، سینتیک پایینی را نسبت به رفتار با لیتیوم وارد می‌کند.  در سال ۲۰۰۰ نشان داده شد که شکل فاز شور 5 S 6 Mo 8 به عنوان یک کاتد مناسب است، ۲۰۰۰ سیکل در تخلیه ۱۰۰٪ با ۱۵٪ از دست دادن؛ ضعف‌ها عملکرد ضعیف درجه حرارت پایین (کاهش تحرک Mg، جبران با جایگزینی سلنیوم)، و همچنین ولتاژ پایین، c. 1.2V و تراکم انرژی کم (110mAh / g). کاتد دی سولفید مولیبدن دارای تراکم ولتاژ و انرژی، 1.8V و 170mAh / g را نشان داد. سولفید فلزات گذار به عنوان کاندیدای امیدوار کننده برای کاتد باتری یون منیزیم محسوب می‌شود.  یک سلول منیزیم ترکیبی با استفاده از الکترولیت منیزیم / سدیم مخلوط با وارد شدن سدیم به کاتد دی سولفید آهن ( نانوکریستال ) (II) در سال ۲۰۱۵ گزارش شد.
کاتدهای مبتنی بر دی‌اکسید منگنات خواص خوبی نشان داده‌اند، اما در دوچرخه سواری بدتر شده‌است.  اسپینل‌های مبتنی بر منگنز اصلاح شده ("پست اسپینل") موضوع فعال تحقیقاتی (۲۰۱۴) برای کاتدهای ورودی منیزیم است.
در سال ۲۰۱۴ یک باتری قابل شارژ منیزیم گزارش شده‌است با استفاده از یک یون رد و بدل، الیوین با بیس (trifluoromethylsulfonyl) الکترولیت ایمید / triglyme نوع MgFeSiO 4 کاتد - سلول ظرفیت 300mAh است / گرم با ولتاژ 2.4V نشان داد.  MgMnSiO 4 نیز به عنوان یک کاتد درجهٔ بالقوه Mg 2+ مورد بررسی قرار گرفته‌است.
مواد کاتدیک به غیر از انواع غیر اکسید فلزی / سولفید فلزی نیز بررسی شده‌است: در سال ۲۰۱۵ یک کاتد بر اساس یک پلیمر حاوی آنتراکینون گزارش شد. و دیگر مواد کاتدی آلی و پلیمری که قادر به انجام واکنش‌های بازدارنده نیز هستند، مانند پلی-۲،2'-dithiodianiline مورد بررسی قرار گرفته‌است. در سال ۲۰۱۶، یک کاتد ترکیبی کربن / ید متخلخل به عنوان یک جایگزین بالقوه برای کاتدهای ورودی Mg 2+ گزارش شد - شیمی به عنوان بالقوه برای یک باتری جریان قابل شارژ گزارش شده‌است.

## تجاری‌سازی
گفته می‌شود در سال ۲۰۱۸ این باتری تجاری‌سازی شده‌است.